# 監護人
監護人是指一個人在未成熟、經驗不足或社會認為需要受監護的情況下對其進行指導和監督的人，尤其指避免監護對象行差踏錯者。監護人不一定有法律地位。但一些政治人物的監護人可能會掌握政治實權，例如在日本历史上的實例有攝關政治、院政、執權、大御所、大名的隱居和陣代等制度。
法定監護人則是民法中指未成年者之父母均不適合行使親權或無法照顧未成年者時，依未成年者之最佳利益所選定的代為照顧之人士。寄養父母是法定監護人的其中一種形式。在中国大陆地区，由于成年人的法定公民权利受到较大程度的限制，任何遭到罪证未明的迫害而致失去民事行为能力及其相关权益的成年者都会受到法定监护人的监护。这种监护行为有时是违背受监护人本身意愿的，在实际监护过程中，受监护人的自身利益受损程度可能会远远超过通过这一过程所获得的利益，且挽回受损利益的难度也将会大过利益受侵犯的难度。

## 法律問題
- 幼年原則